# Unión Estepona CF
Unión Estepona Club de Fútbol – hiszpański klub piłkarski, miał siedzibę w mieście Estepona.